# Carex sambiranensis
Carex sambiranensis là một loài thực vật có hoa trong họ Cói. Loài này được (H.Lév.) Cherm. mô tả khoa học đầu tiên năm 1923.